# بريد غير هام

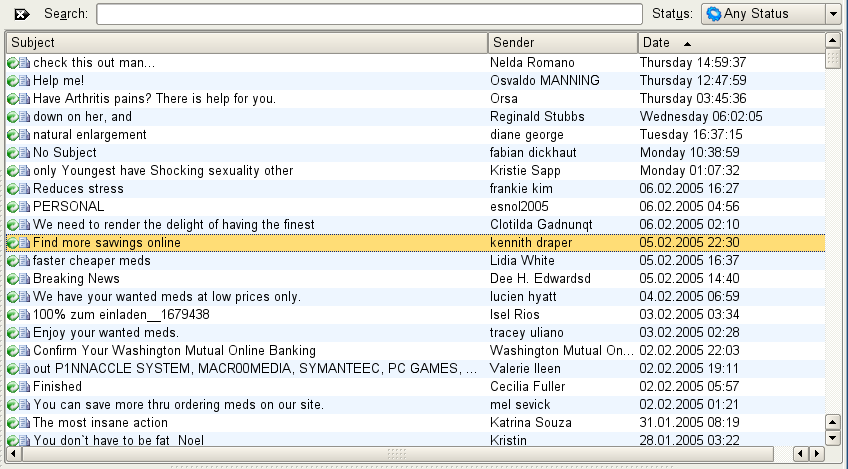
مجلد رسائل بريد ملئ برسائل غير مرغوب فيها.

البريد غير الهام (بالإنجليزية: Email spam) أو (بالإنجليزية: junk email) حيث يتم إرسال الرسائل غير المرغوب فيها عن طريق البريد الإلكتروني.
العديد من رسائل البريد الإلكتروني غير المرغوب فيها ذات طابع تجاري ولكن قد تحتوي أيضا على روابط مقنعة تبدو أنها لمواقع ويب مألوفة ولكنها تؤدي في الواقع إلى مواقع ويب أو مواقع ويب تستضيف برامج ضارة. وقد تتضمن رسائل البريد الإلكتروني غير المرغوب فيها أيضا برامج ضارة مثل النصوص البرمجية أو مرفقات الملفات القابلة للتنفيذ الأخرى (أحصنة طروادة).

وقد نمى البريد المزعج بشكل مطرد منذ أوائل التسعينيات. وتستخدم شبكات بوتنت أجهزة الكمبيوتر المصابة بالفيروس، لإرسال حوالي 80٪ [بحاجة لمصدر] من الرسائل المزعجة. وبما أن حساب الرسائل غير المرغوب فيها يتحملها في الغالب المتلقي، الإعلان المؤثر

ويختلف الوضع القانوني للرسائل الاقتحامية من ولاية إلى أخرى. في الولايات المتحدة، أعلن أن البريد المزعج قانوني من قبل قانون كان - سبام CAN-SPAM لعام 2003 بشرط أن تلتزم الرسالة بالقواعد التي يحددها القانون وإف تي سي FTC. حاول مزودو خدمة الإنترنت إسترداد تكلفة الرسائل الاقتحامية من خلال دعاوى قضائية ضد مرسلي الرسائل غير المرغوب فيها، على الرغم من أنهم لم ينجحوا في جمع الأضرار وعلى الرغم من الفوز في المحكمة.

يجمع مرسلو الرسائل غير المرغوب فيها عناوين البريد الإلكتروني من غرف الدردشة والمواقع الإلكترونية وقوائم العملاء ومجموعات الأخبار والفيروسات التي تحصد كتابة عناوين المستخدمين. كما يتم أحيانا بيع عناوين البريد الإلكتروني التي يتم جمعها إلى مرسلي الرسائل غير المرغوب فيها الآخرين. وكانت نسبة البريد الإلكتروني غير المرغوب فيه حوالي 90٪ من رسائل البريد الإلكتروني المرسلة، في نهاية عام 2014.

## نظرة عامة
من بداية الإنترنت (أربانيت)، تم حظر إرسال البريد الإلكتروني غير المرغوب فيه.
أرسل غاري ثورك أول رسالة بريد إلكتروني غير مرغوبة في عام 1978 إلى 600 شخص. وقد تم توبيخه وقال إنه لن يفعل ذلك مرة أخرى. يتم فرض حظر على البريد المزعج من قبل شروط الخدمة / سياسة والاستخدام المقبول (تي أو إس / أيه يو بي) (ToS/AUP) من مقدمي خدمة الإنترنت (إي إس بي) ISP وضغط الأقران peer pressure.
وقد قدر في عام 2009 أن الشركات غير المرغوب فيها تكلف حوالي 130 مليار دولار أمريكي. ومع ازدياد حجم مشكلة الرسائل الاقتحامية، تحول مزودي خدمات الإنترنت والجمهور إلى الحكومة لإغاثة من الرسائل الاقتحامية التي لم تتحقق.

## أنواعه

### المواقع المزعجة
تحتوي العديد من رسائل البريد الإلكتروني غير المرغوب فيها على عناوين URL لموقع ويب . وفقا لتقرير سايبروم Cyberoam في عام 2014،أن هناك ما متوسطه 54 مليار رسائل بريد مزعج ترسل كل يوم. إرتفعت المنتجات الصيدلانية (الفياجرا وما شابه ذلك) بنسبة 45٪ من تحليل الربع الأخير، مما أدى إلى حزمة البريد المزعج هذا الربع.
رسائل البريد الإلكتروني التي تهدف إلى توفير فرص عمل مع النقد السريع والسهل تأتي رقم إثنين، وهو ما يمثل حوالي 15٪ من جميع البريد الإلكتروني المزعج. و تقريب في عدد ثلاثة رسائل البريد المزعج عن منتجات النظام الغذائي (مثل غاركينيا غومي-غوتا أو غاركينيا كامبوغيا)، وهو ما يمثل حوالي 1٪ ".

## قانونية
إرسال البريد المزعج ينتهك سياسة الاستخدام المقبول (AUP) تقريبا مزود خدمة إنترنت .الخدمات تختلف في إستعدادهم أو القدرة على فرض أيه يو بي AUP بهم. ينفذ بعضها بشكل نشط بنوده وينهي حسابات مرسلي الرسائل غير المرغوب فيها دون سابق إنذار. فبعض مقدمي خدمات الإنترنت يفتقرون إلى الموظفين الكافيين أو المهارات التقنية اللازمة لإنفاذ القوانين، في حين قد يحجم البعض الآخر عن فرض شروط تقييدية ضد العملاء المربحين.
وبما أن المستلم يتحمل مباشرة تكلفة التسليم والتخزين والتجهيز، يمكن للمرء أن يعتبر البريد المزعج بمثابة المعادل الإلكتروني للبريد غير المرغوب فيه «البريد المستحق».